# 10 Геркулеса
10 Геркулеса (лат. 10 Herculis), LQ Геркулеса (лат. LQ Herculis), HD 145713 — одиночная переменная звезда в созвездии Геркулеса на расстоянии приблизительно 723 световых лет (около 222 парсек) от Солнца. Видимая звёздная величина звезды — от +5,83m до +5,58m.

## Характеристики
10 Геркулеса — красный гигант, пульсирующая медленная неправильная переменная звезда (LB:) спектрального класса M4IIIa, или M4III, или M4,5IIIa, или M4,5III, или M4, или M6, или Mb. Масса — около 1,627 солнечной, радиус — около 175,744 солнечного, светимость — около 1647,405 солнечной. Эффективная температура — около 3497 K.

## Планетная система
В 2019 году учёными, анализирующими данные проектов HIPPARCOS и Gaia, у звезды обнаружена планета.